# Neomyxus leuciscus
Neomyxus leuciscus – gatunek morskiej ryby z rodziny mugilowatych (Mugilidae), jedyny przedstawiciel rodzaju Neomyxus. Występuje w przybrzeżnych wodach Pacyfiku – od południowej Japonii, Marianów i wyspy Bonin po Hawaje, Line Islands i Ducie; Ifalik, Mariany i Wyspy Marshalla w Mikronezji; stwierdzony także w Polinezji Francuskiej. Osiąga do 46 cm długości ciała.